# Krantenkop
Een krantenkop is de (vaak in het oog springende) titel van een krantenartikel. (Het woord kent nog een ander gebruik in de zin van: "titel van de krant", ook wel het "logo" genoemd.)
Moderne krantenkoppen bedienen zich doorgaans van telegramstijl. Hierbij gaat het niet om het uitsparen van kosten, maar om effectief gebruik van ruimte. Een krantenkop wil aandacht trekken, doet dit door een (vaak uitzonderlijk) groot letterkorps en door concentratie op de meest informatieve woorden.

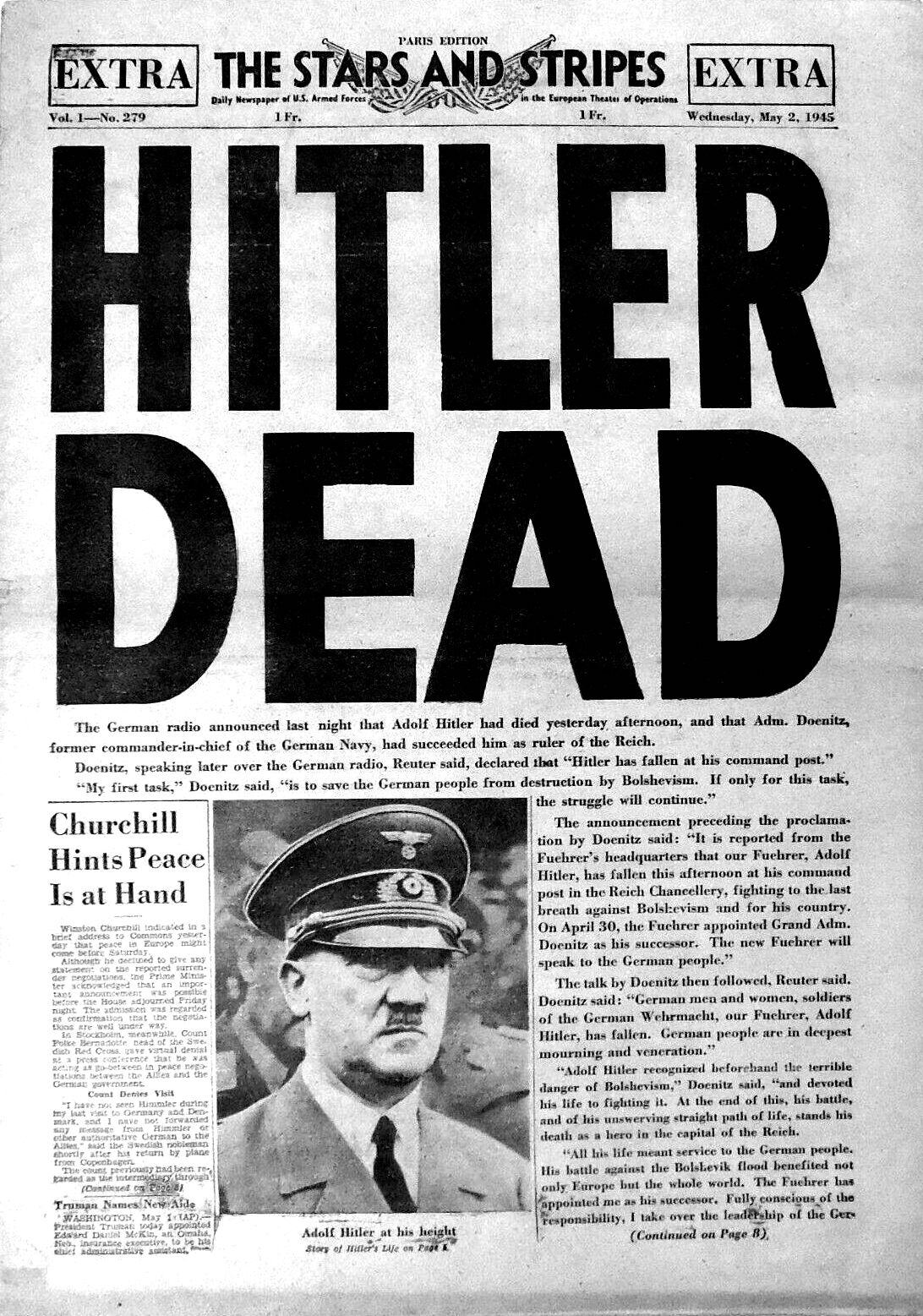
Voor belangrijk nieuws worden grote letters gebruikt. Men spreekt wel van chocoladeletters.

## Geschiedenis
De eerste Nederlandse krant verscheen in 1618, waarschijnlijk op 14 juni. Deze Courante uyt Italien, Duytslandt, &c. verschilde in vele opzichten van onze moderne krant: geen illustraties, hij verscheen niet dagelijks en bracht tekst die doorgaans letterlijk van bronnen was overgenomen.
Maar wat het meeste opvalt, is het ontbreken van een krantenkop. Onder de titel van het blad worden direct herkomst en datum genoemd, waarna de lopende tekst begint:
| Courante uyt Italien, Duitslandt, &c. VVt Venetien den 1. Iunij, Anno 1618. Den 25. Passato is geadiviseert worden/van het groot verraet alhier/'twelck ontdeckt is/zijnde vele der selver ... |

De dominantie van de platte tekst heeft zich tot het eerste kwart van de twintigste eeuw gehandhaafd, maar in de koppen was er wel variatie. Zo kende het Nederlands-Indische dagblad De Locomotief een opmaak van zes kolommen per pagina. Het nummer van 6 april 1904 brengt drie voorpagina-artikelen, maar bij elk van die artikelen is de kop slechts één kolom breed, en valt dus binnen de kolom. Dit geldt ook voor langere koppen:
| blijf verleend aan hem die «kan doen blij- ken, genoegzaam middelen van bestaan te bezitten of door werkzaamheid te kunnen verkrijgen.» Het japansche plan de campagne begint zich af te teekenen. Na gedurende ruim een maand bezig te zijn geweest met het zich scheppen van een tweede operatiebasis aan de Tatong, om en bij Ping-Jang, vernemen wij nu reeds eeni- |

Heel anders kopte hetzelfde blad in de "Vredes-Editie" van 9-10 mei 1919:
| HET VREDESVERDRAG tusschen de Geallieerden en Geassocieerden eenerzijds en de Centralen anderzijds. Uittreksel uit den officiëlen tekst, gelijk deze op Woensdag 7 Mei 1919 om 3 u. 15 min. 's middags te Versailles aan de gedelegeerden der Centrale Mogendheden is aangeboden. |

stond er nu over de gehele voorpaginabreedte. Daaronder volgden weer de gebruikelijke zes tekstkolommen, ditmaal pagina's lang zonder nieuwe koppen.
De Engelse kranten van die tijd vertonen een vergelijkbare topzwaarte. Toen Pygmalion, het toneelstuk waarop later My Fair Lady werd gebaseerd, in Engeland in première ging, bracht de Daily Sketch van 11 april 1914 op de zesde pagina een artikel met vier koppen; en boven de krantnaam op de voorpagina was ook nog een chapeau (een bovenkop) aan het onderwerp gewijd.

## Voorpagina

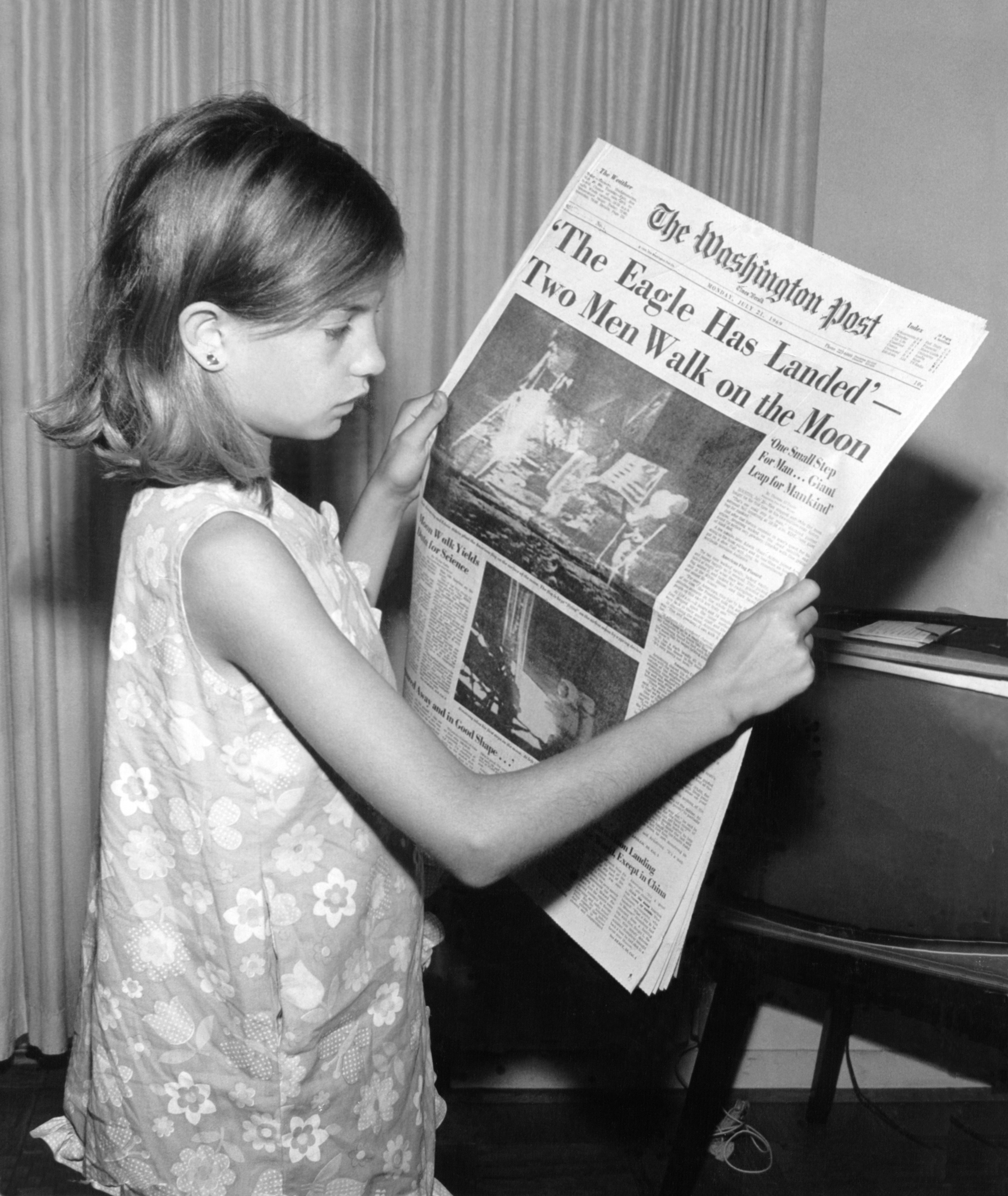
Visualisatie: de gehele voorpagina als aandachttrekker

In het tweede kwart van de twintigste eeuw deden zich economische veranderingen voor die voor het krantenbedrijf van groot belang bleken: voor het eerst ontstond er een massapubliek. Aangezien kranten, en met name de populaire pers, voor een groot deel afhankelijk waren van de losse verkoop, dienden zij in krantenkiosks op te vallen. De kranten die zich op een hoger opgeleid publiek richtten, hadden van die druk minder last: het duurde nog tot 1967 voordat de Times als laatste krant afstapte van een oude gewoonte om op de voorpagina uitsluitend kleine advertenties en familieberichten op te nemen, en het nieuws te reserveren voor het binnenwerk van de krant. Daarmee was, na de populaire pers, ook de gehele Britse kwaliteitspers overstag: de voorpagina was een verkoopinstrument geworden, en om de aandacht te trekken, diende die voorpagina op te vallen. Daartoe bestonden twee instrumenten: visualisatie en bondigheid.

## Visualisatie
Er was dus een grote behoefte bij kranten om de aandacht van de aspirant-koper op zich te vestigen, en het eerste middel was: het toenemend gebruik van beeldmateriaal. Foto's werden in de tekst opgenomen, en stormachtige ontwikkelingen in de grafische sector maakten dit vanaf de jaren zeventig van de twintigste eeuw steeds beter haalbaar. Fotodruk, ook kleurendruk, werd door technische vernieuwing en door scherpe concurrentie mogelijk en betaalbaar: de voorpagina van de krant begon naar vormgeving steeds meer te lijken op zijn naaste concurrent: het tijdschrift.
In die vormgeving pasten geen krantenkoppen meer zoals zij aan het begin van de eeuw nog gebruikelijk waren geweest. Een krantenkop was niet langer tekst, hij was tekstblok geworden. Aan de vorm van dit paginaonderdeel, aan het lettertype en aan de (soms enorme) korpsgrootte werd voortaan door opmakers evenveel aandacht besteed als aan de juiste uitsnede van de foto.
Een veelgeziene mogelijkheid om van de kop een beeldelement te maken, is hem diapositief te zetten: met witte letters op een zwarte of donkere achtergrond:
| OEPS! |

Die donkergekleurde achtergrond kan ook deel van een foto uitmaken, waardoor de kop letterlijk een beeldelement is geworden. Een kop in groot letterkorps wordt vaak in hoofdletters gezet: hierdoor worden stokletters als de b of staartletters als de p vermeden: hun úitstekende stokken vergen immers veel witruimte op de pagina.

## Redactie

### Bondigheid
Bondigheid was een tweede middel om de aandacht te trekken, en die bondigheid heeft zich zover ontwikkeld, dat lange krantenkoppen, zoals die in het historisch overzicht hierboven werden aangehaald, geheel ondenkbaar zijn geworden. Behalve dat ze ouderwets aandoen, vragen ze (zoals beschreven) te veel ruimte. Daarnaast vertellen ze te veel van het eigenlijke verhaal om de vluchtige nieuwsgierigheid van de lezer, die in letterlijk twee seconden moet worden gegrepen, te prikkelen. De kop:
| Bush: proeven Korea onaanvaardbaar |

vraagt weinig ruimte, is eigentijdser, prikkelender en bondiger dan:
| President Bush heeft in een toespraak gezegd dat de atoomproeven van Noord-Korea onaanvaardbaar zijn |

#### Koppenzetter
Wie er zorgt voor de kop van een artikel, hangt af van het redactioneel beleid van een krant. Er zijn kranten waar de opmaakredactie alle koppen in hun uiteindelijke vorm opstelt; bij andere kranten doen de afdelingsredacteuren dit. In Amerika is voor de finale vorm van het hele artikel niet de verslaggever verantwoordelijk, maar de rewrite man, de "herschrijver" dus.
Soms is de hand van die rewrite man duidelijk herkenbaar. Toen op 10 januari 1990 een man zijn ex-vriendin en zichzelf op straat doodschoot, kopte een ochtendblad:
| Man Shoots Ex-girlfriend and Himself |

Een avondblad had uiteraard meer tijd om de gewenste benadering te vinden, en kwam met een kop die minder zakelijk, maar wel aansprekender was:
| Double Shooting Erupts in Front of School Kids |

Bij het herschrijven van de tekst, en het vinden van een sprekende kop, was ditmaal beknoptheid niet het hoofddoel geweest. De rewrite man had er veel tijd aan besteed het meest sprekende element uit het incident te destilleren, en had daarom nadrukkelijk de kinderen in de kop vermeld.

### Grammaticale kenmerken
Naar de inkorting van een zin tot krantenkop is wel onderzoek gedaan in de periode dat kopij nog op papier werd aangeleverd, en het dus vrij eenvoudig was om de stadia van verandering en doorhaling na te gaan die de kop onderging. Nu journalisten hun tekst rechtstreeks intypen, waarbij eventuele redactionele veranderingen op scherm worden aangebracht, is dat niet meer mogelijk.
Toch valt aan de hand van de krantenkoppen zoals die ten slotte in druk verschijnen, wel te reconstrueren welke grammaticale aanpassingen hebben plaatsgevonden, en welke principes de krantenkopstijl tot een speciale, gevorderde vorm van telegramstijl maken. De belangrijkste uitgangspunten zijn:

#### Structuurwoorden worden weggelaten
Structuurwoorden zijn die woorden (lidwoorden, voorzetsels, voornaamwoorden) die ervoor zorgen dat een zin welgevormd is, maar die aan de communicatieve inhoud van die zin betrekkelijk weinig bijdragen. Juist zij zijn dus misbaar in telegramstijl:
| De EU heeft Iran technologische steun aangeboden nadat de VN een resolutie tot sancties hadden aangenomen |

wordt
| EU heeft Iran technologische steun aangeboden nadat VN resolutie tot sancties hadden aangenomen |

#### Werkwoordstijden worden vereenvoudigd
Onvoltooide tijden bestaan dikwijls uit slechts één woord, en daarbij biedt de onvoltooid tegenwoordige tijd nog het voordeel van de actualiteit. De bovenstaande ontwerp-kop kan daarom worden:
| EU biedt Iran technologische steun nadat VN resolutie tot sancties aanneemt |

#### Werkwoorden verdwijnen geheel
Maar zelfs de resterende werkwoorden zijn overbodig; ze kunnen worden weggelaten (aanneemt), of worden vervangen door zelfstandige naamwoorden (biedt).
| Aanbod technologische EU-steun Iran na resolutie sancties VN |

#### Overbodigeniet-structuurwoorden verdwijnen
Niet alleen structuurwoorden zijn overbodig. Weglating bleek hierboven mogelijk met de hoofdwerkwoorden aanneemt en biedt, maar het kan verder gaan:
| EU-aanbod Iran na resolutie VN |

Een aanbod houdt doorgaans steun in, dus dat hoeft niet in de kop. Wat voor steun, en trouwens ook wat voor resolutie het betreft, blijkt wel uit het artikel.

### Sociolinguïstische kenmerken

#### Structuurwoorden
Het proces van weglating is in de praktijk niet zo eenduidig of doelgericht als de bovenstaande reconstructie suggereert. Bij Britse kranten is onderzoek gedaan naar verschillen tussen de bladen onderling, en naar verschillen door de jaren heen. Het onderzoek richtte zich op weglating van de lidwoorden the en a en van vergelijkbare woorden.
Er bleek een opvallend verschil te bestaan tussen de kwaliteitskranten en de populaire pers. Terwijl in 1980 de kwaliteitskranten deze woorden slechts weglieten in 10% van de mogelijke gevallen, beliep die weglating bij de populaire pers 70% of meer. Waaraan dat verschil valt toe te schrijven, is niet duidelijk; wel wordt het toegeschreven aan de verschillen in lezerspubliek. De populaire pers richt zich tot andere sociale groeperingen dan de kwaliteitspers.
Bij de Daily Mirror werd bovendien de weglating van the, a en soortgenoten door de jaren heen nagegaan. Kwam deze weglating in 1920 in dit blad nog in het geheel niet voor, sindsdien vertoont zij een stijgende lijn, en vooral vanaf 1940 worden deze "bepaalwoorden" in toenemende mate geschrapt. Rond 1990 beliep te weglating al bijna 100%.

#### Registerkeuze
Wat de gewone lezer ook kan opvallen, is het gebruik van woordspelingen en van emotionele woorden in krantenkoppen, speciaal bij de Britse massapers. De kop
| BRITNEY FEARS |

is een rijmende woordspeling op de achternaam van de Amerikaanse zangeres Britney Spears.
Tegelijk is fears ("zorgen") een emotioneel woord, en op dezelfde voorpagina wordt een acteur uitgemaakt voor "Moederskindje".
Koppen bedienen zich door deze en andere middelen vaak van humor, die echter ook weer cultuurgebonden is. Britse koppen betekenen soms niets voor een Amerikaanse lezer, en omgekeerd: er is onvoldoende gemeenschappelijke achtergrond.
De Nederlandse bladen steken hier neutraal bij af. Een aartsbisschop die moet aftreden omdat hij voor de geheime dienst heeft gewerkt, krijgt wel een grote foto, maar de nuchtere kop
| Bisschop en spion |

Een bericht waarin staat dat de RIAGG in het buitenland hulp biedt aan patiënten van buitenlandse herkomst, hoewel dat wettelijk niet zou mogen, staat onder de kop
| RIAGG toch in Marokko |

## Daily News, oktober 1975
Beroemd is een kop die in oktober 1975 in de New Yorkse Daily News verscheen. De stad New York stond destijds aan de rand van het bankroet, maar president Gerald Ford weigerde te hulp te schieten. Toen dat bekend werd, bracht de voorpagina van de Daily News een foto die een derde van het oppervlak besloeg, onder een kop die nog meer ruimte innam:
| FORD TO CITY: DROP DEAD |

Verder gaf de pagina nog wat kleinere koppen, en in heel kleine lettertjes een verwijzing naar de bijbehorende artikelen. Dat was alles.
Er is vervolgens veel over die kop gespeculeerd: was een eerste, veel onparlementairder versie geschrapt, nog voordat de krant uitkwam? Insiders beweren dat dat een indianenverhaal is.

## Nieuwsuitzending
De laatste jaren doet zich in nieuwsuitzendingen op de Nederlandse televisie de tendens voor dat de koppen van de komende berichten vooraf in telegramstijl worden voorgelezen. Zo'n uitzending kan dan als volgt beginnen:
Nieuwslezer:
"GOEDENAVOND"
(korte pauze)
"BUSH VEROORDEELT PROEVEN KOREA — SITUATIE DARFUR VERSLECHTERD — GOUD VOOR WENNEMARS"
In dit geval is de doelstelling uiteraard noch het besparen van geld, noch het uitsparen van ruimte. Blijkbaar wordt met de telegramstijl beoogd het cachet van nieuwswaardigheid of actualiteit te benadrukken; hier imiteert de omroep dus de krant. Het is geen typisch Nederlandstalig verschijnsel: ook zenders als de BBC maken er gebruik van.

## Krantenkop en slogan
Een in telegramstijl geschreven krantenkop heeft veel weg van een slogan. Beide zijn kort en pakkend, en beogen de aandacht te trekken. Een slogan heeft daarnaast echter het oogmerk de lezer voor een standpunt te winnen.